# Ейріні-Марина Александрі
Ейріні-Марина Александрі (нім. Eirini-Marina Alexandri, 15 вересня 1997) — австрійська синхронна плавчиня.
Учасниця Олімпійських Ігор 2016, 2020 років.